# Ecke Bonk
Pour les articles homonymes, voir Bonk (homonymie).
Ecke Bonk (né en 1953 au Caire) est artiste contemporain allemand, qui se rattache au courant de l'art conceptuel. 
Il vit et travaille à Fontainebleau (France) et Whangaroa (Nouvelle-Zélande).

## Biographie
Ecke Bonk étudie l'histoire des sciences et la philosophie à Vienne, Munich et Heidelberg, la peinture avec Raimer Jochims et la typographie avec Herbert Bayer à Aspen dans le Colorado.

## Projets
- 2001 : fondation des typosophes sans de frontières
- 1994 : fondation de la typosophic society
- 1988 : coopération avec la NASA à Houston en tant que conseiller pour les questions d'inscription sur le module de commande de la mission navette spatiale américaine

## Recherche et enseignement
- 2004/2005 : Hochschule der bildenden Künste, Hambourg
- 2004 : Zeppelin University, Friedrichshafen
- 2003 : Akademie der bildenden Künste, Nuremberg
- 1999/2000 : Jan van Eyck Académie, Maastricht
- 1995 : Research Fellow, School of Art, Edimbourg
- 1985 : projet de recherche à l'académie militaire de Lhassa, Tibet (stéréoscopie et signalisation)

## Expositions
- 2009 : Physiker, Schirmer & Mosel, Munich
- 2008 : Ready Made Today, Steinle Contemporary, Munich
- 2008 : buch der wörter | random reading, Vertrautes Terrain, Centre d'art et de technologie des médias (ZKM), Karlsruhe
- 2006 : Kunsthalle Bremen: terra incognita. Topsy-Turvy Topography: Wolfgang Hainke. Die Sammlung /neu/ sehen, Kunsthalle Brême
- 2006 : Sonic Observatory/Cosmic Radiation (No : 54), Triennale d'Echigo-Tsumari
- 2006 : Continuum, La Biennale de Havre, Musée André Malraux, Le Havre
- 2005 : Lichtkunst als Kunstlicht, Centre d'art et de technologie des médias (ZKM), Karlsruhe
- 2005 : Monte Carlo Methode, (avec Owen Griffith), Neue Galerie, Graz
- 2005 : Making Things Public, Centre d'art et de technologie des médias, Karlsruhe
- 2005 : Pattern Language. Clothing as Communicator, Tufts University Art Gallery, Medford, Massachusetts.
- 2004 : Gedankenexperiment, Museum der Moderne, Salzbourg
- 2004 : Joyce in Art, Royal Hibernian Academy, Dublin
- 2004 : Ein-Leuchten, Museum der Moderne, Salzbourg
- 2004 : Algorithmische Revolution, Centre d'art et de technologie des médias, Karlsruhe
- 2003 : Utopia Station, 51e Biennale de Venise, Venise
- 2003 : BamiyanBuddhasBretonBlast, Centre d'art et de technologie des médias, Karlsruhe
- 2003 : ReProduktion, Georg Kargl Fine Art, Vienne
- 2002 : bildung | building, Museum der Moderne, Salzbourg
- 2002 : buch der wörter | random reading, Documenta11, Kassel
- 2002 : Iconoclash, Centre d'Art et de Technologie des Médias, Karlsruhe
- 2002 : Retinal.Optical.Visual.Conceptual. (avec Sarat Maharaj et Richard Hamilton), Musée Boymans-van Beuningen, Rotterdam
- 2002 : postscript. Zur Form von Schrift heute, Künstlerhaus, Vienna
- 2001 : Protect From All Elements, Schauspiel Francfort, Francfort-sur-le-Main
- 2001 : Im Buchstabenfeld. Die Zukunft der Literatur, Neue Galerie Graz
- 2000 : Notes manuscript et moules mâlic, Dation Alexina Duchamp (avec Richard Hamilton) Centre national d'art et de culture Georges-Pompidou, Paris
- 1999 : Offene Handlungsfelder, 49. Biennale de Venise, Venise
- 1999 : Gebrauchsbilder, Museum in Progress, Infoscreen, Vienne, conservateur Vitus Weh
- 1998 : Joseph Cornell/Marcel Duchamp…in resonance, (avec Walter Hopps, Susan Davidson, Ann Temkin, Linda Hartigan), Philadelphia Museum of Art und Menil Collection, Houston
- 1998 : transferit, Munich
- 1997 : typosophic pavilion (avec Richard Hamilton), documenta X, Kassel
- 1993 : Kepler, Newton, Kopernikus, Marlboro: Weltmodelle, Galerie Stadtpark, Krems
- 1992 : 3 Elemente, Kunstmuseum Winterthur

## Publications
- Monte Carlo Method. A Typosophic Manual, ed. par Peter Weibel, Munich 2007
- avec Owen Griffith, Monte Carlo Methode, Graz 2006
- New Germany Fund, in: Catalogue Making Things Public, Karlsruhe/Boston, 2005
- Ecke Bonk, Margit Rosen, Peter Gente (Ed.): 05-03-44 Liebesgrüsse aus Odessa-für/for/à Peter Weibel, Berlin 2004
- Alltag=Krieg, in : Catalogue M_ars, Neue Galerie, Graz 2004
- Richard Hamilton et Ecke Bonk : The White Book - Marcel Duchamp, Cologne 1999
- Capital M is for......, in: Catalogue: Museum as Muse: Artist Reflect, Museum of Modern Art, New York
- Delay included, in: Catalogue Joseph Cornell/Marcel Duchamp…in resonance, Philadelphia Museum of Art, Philadelphia et Menil Collection, Houston 1998
- Ecke Bonk (Ed.), Hermann Helmholtz, Schriften zur Erkenntnistheorie. Kleine Bibliothek für das 21. Jahrhundert, vol. 2, Vienne 1998
- In<>Formation. Die Rede von Weimar, in: Catalogue Mythos Information/ars electronica, Linz 1995
- The Inert Gases / Die Edelgase, in: Grand Street 46, New York 1993
- Maschinenzeichen, Vienne 1991
- Ecke Bonk (Ed.), Gustav Theodor Fechner, Atomenlehre. Kleine Bibliothek für das 21. Jahrhundert, Bd. 1, Vienne 1995
- Marcel Duchamp. Die grosse Schachtel, Munich 1989 (edition anglaise: New York 1989)
- Marcel Duchamp. The Portable Museum, Londres 1989
- Der Raum der Malerei ist erleuchtet vom Flimmern der Bildschirme, in: Wolkenkratzer, Francfort 1985
- Der moderne Künstler steht an der Reling eines Transatlantik-Liners und hat in seinem Koffer einige Exemplare der neuesten Kunstzeitschriften, in: Tumult, Berlin 1984
- Im Zeichenraum, Vienne 1984